# Vitamina hidrossolúvel
As vitaminas hidrossolúveis são vitaminas solúveis em água. São absorvidas pelo intestino e transportadas pelo sistema circulatório até os tecidos em que serão utilizadas. O organismo utiliza somente o necessário, eliminando o excesso. Elas não se acumulam no corpo, ou seja, não permanece no nosso organismo por muito tempo, sendo eliminada do organismo através da urina.
As vitaminas hidrossolúveis são muito sensíveis ao cozimento e maturamento e se perdem facilmente na água em que as verduras e legumes são cozidos. Por isso não devemos cozinhar esses alimentos por muito tempo.
As vitaminas hidrossolúveis são:
- vitaminas do complexo B:
  - vitamina B1;
  - vitamina B2;
  - vitamina B6;
  - ácido pantotênico;
  - niacina;
  - biotina;
  - ácido fólico (folato);
  - vitamina B12;
- vitamina C